# مقاطعة مارشال (ألاباما)
مقاطعة مارشال (بالإنجليزية: Marshall County, Alabama)‏ هي إحدى مقاطعات ولاية ألاباما في الولايات المتحدة. تأسست سنة 1836، بلغ عدد سكانها 93019 نسمة في عام 2010 حسب إحصاء مكتب تعداد الولايات المتحدة .

## وصلات خارجية
- www.marshallco.org